# Matty Alou
Mateo Rojas "Matty" Alou, född den 22 december 1938 i Bajos de Haina, död den 3 november 2011 i Santo Domingo, var en dominikansk-amerikansk professionell basebollspelare som spelade 15 säsonger i Major League Baseball (MLB) 1960–1974 och därefter spelade tre säsonger i den japanska ligan Nippon Professional Baseball (NPB) 1974–1976. Alou var främst outfielder, men spelade även som förstabasman.
Alou hade två bröder som under en tid på 1960-talet också spelade för samma klubb som Alou, San Francisco Giants. De var den första brödratrion i MLB:s historia som i en match spelade på alla tre positionerna i outfield samtidigt.
Efter flytten till Pittsburgh Pirates 1966 blev Alou en mycket bättre slagman än han varit tidigare. Det året hade han högst slaggenomsnitt i National League (0,342), och även de närmast följande åren hade han höga slaggenomsnitt. 1969 hade han flest hits (231) och doubles (41) i National League.
Alou togs ut till två all star-matcher, 1968 och 1969. 1972 var han med och vann World Series med Oakland Athletics.
Alou var ovanligt liten för att vara en MLB-spelare (175 centimeter och 73 kilogram) och hade en ovanlig spelstil som slagman.
2007 blev Alou invald i Hispanic Heritage Baseball Museum Hall of Fame.